# 클래식 애플민트
클래식 애플민트는 OBS 라디오에서 주말 아침 7시에 방송되었던 프로그램이다. 2023년 8월 13일 자로 4개월만에 폐지되었다.

## 진행
- 자원 (이영숙 한세대학교 음악학과 교수)